# Mbanika
Mbanika o Banika es una isla en las Islas Salomón; está ubicada en la Provincia Central y es la segunda más grande del Grupo de Islas Russell. El asentamiento principal es Yandina.
Como se muestra en la miniserie de HBO, The Pacific, episodio 4 (Gloucester/Pavuvu/Banika), las fuerzas estadounidenses utilizaron la isla (a la que en el programa se hace referencia como "Banika") como hospital y sitio de descanso y descanso durante la Segunda Guerra Mundial
Durante la Segunda Guerra Mundial, Estados Unidos construyó tres bases en la isla:
- Campo de Banika
- Campo Renard
- Base de hidroaviones de Renard Sound